# Juhan Jaik
Juhan Jaik (* 13. Januar 1899 auf dem Hof Sänna, heute Kreis Võru/Estland; † 10. Dezember 1948 in Stockholm/Schweden) war ein estnischer Schriftsteller und Journalist.

## Leben
Juhan Jaik wuchs im Dorf Roosiku bei Tsooru (heute Gemeinde Antsla) auf. Er schloss 1913 die Ministerialschule in Tsooru ab. Im Jahr 1915 musste er aus politischen Gründen wegen angeblich verschwörerischer Umtriebe seine Heimat Võru in Südestland verlassen. Von 1915 bis 1917 lebte er in verschiedenen Städten an der Wolga und schlug sich mit Büroarbeiten durch. 1917 kehrte er nach Estland zurück. Kurzzeitig wurde er von den Bolschewiki inhaftiert.
Im unabhängig gewordenen Estland setzte er zunächst seine Schulbildung fort. Von 1920 bis 1924 arbeitete er in einem Verlag. Danach war er als Redakteur bei der Tageszeitung Päevaleht (1924–1926), anschließend bei der Zeitung der Kaitseliit, Kaitse kodu (1926/27), und von 1928 bis 1935 bei Postimees in Tallinn angestellt. Von 1936 bis 1940 war Jaik Referent im estnischen Bildungsministerium.
1941, unter der deutschen Besetzung Estlands, wurde er Redakteur der Lokalzeitung Võrumaa Teataja. 1944 musste er vor der heranrückenden Roten Armee über Deutschland und Frankreich nach Schweden fliehen. Er ließ sich bei Norrköping nieder. Juhan Jaik starb 1948 im schwedischen Exil.

## Schriftsteller
Juhan Jaik war in der Zwischenkriegszeit ein populärer Jugendautor und einer der wichtigsten Vertreter des estnischen Kindertheaters. 1926 trat er dem Estnischen Schriftstellerverband bei. Er schrieb darüber hinaus beliebte Gedichte und Novellen. Vor allem seine volkstümlichen Erzählungen aus seiner Heimatregion Võrumaa in Südestland waren beliebt. Sie erschienen 1924 und 1933 unter dem Titel Võrumaa jutud. Seine phantasiereichen, spannenden und heimatnahen Geschichten begeisterten Estland bis zum Ausbruch des Zweiten Weltkriegs. Daneben übersetzte er aus dem Russischen, unter anderem Werke von Maxim Gorki und Leo Uspenski.

## Werke (Auswahl)
- Rõuge kiriku kell (Gedichtsammlung, 1924)
- Võrumaa jutud (Novellensammlung, zwei Bände, 1924 und 1933)
- Kaamelid pasunapuhujatega (Novellensammlung, 1928)
- Uhuu jutustused (Jugendbuch, 1929)
- Pombi ja Üdsimärdi nõiad (Jugendbuch, 1932)
- Hunt (Kinderbuch, 1942)
- Nõiutud Tuks (Kinderbuch, 1944)
- Kuldne elu (Novellensammlung, 1946 im schwedischen Exil erschienen)

## Privatleben
Juhan Jaik heiratete 1927 in Tartu Wilhelmine Kanarik. Das Paar hatte vier Kinder.